# Орещеш Жуниор Алвеш
Вижте пояснителната страница за други личности с името Жуниор.
Орещеш Жуниор Алвеш или само Орещеш (на португалски: Orestes Júnior Alves, изговаря се най-близко до Орещиш Жуниор Алвиш) е бразилски футболист роден е на 24 март 1981 г. Играе в немския отбор Ханза Росток. Играе на поста защитник. Преди да пристигне в Германия е играл в отборите на Сао Паоло, Сантош, Витория Сетубал и Белененсеш.